# Symfonie č. 38 (Mozart)
Svou symfonii č. 38 D dur KV 504 zvanou Pražská zkomponoval Wolfgang Amadeus Mozart v roce 1786. Číslo symfonie 38 je podle starého Mozartova vydání.

## Všeobecné informace

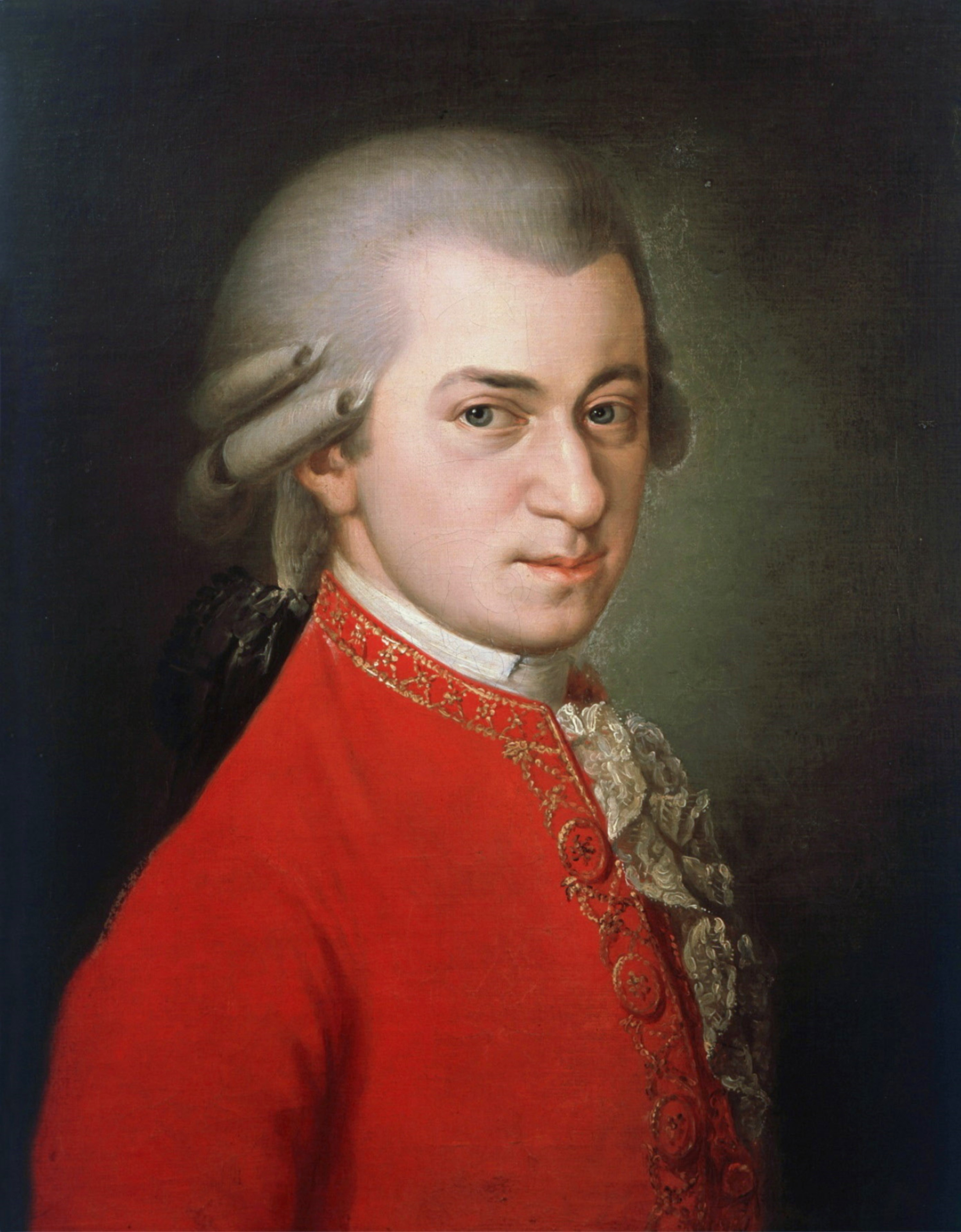
Posmrtný portrét Mozarta od Barbary Krafftové, 1819

První odkaz na symfonii č. 38 z Köchelova seznamu (KV) 504 lze nalézt v Mozartově katalogu se záznamem ze 6. prosince 1786. Práce na závěrečné větě započal autor již na jaře 1786, ale pak je, zřejmě kvůli jiným závazkům, přerušil a pokračoval až ve spojení s ostatními větami.
Okolnosti, které vedly ke vzniku této symfonie, nejsou jasné. Je možné, že vznikla pro vídeňskou akademii nebo pro uvedení v zahraničí. Pozvání do Prahy od „Gesellschaft grosser kenner und Liebhaber - společnosti velkých znalců a milovníků“, jak psal v dopise Leopold Mozart své dceři (Wolfgangově sestře) Nannerl z 12. ledna 1787, přišlo až po dokončení díla, a proto pravděpodobně nebylo iniciátorem kompozice.
Naproti tomu Cliff Eisen se domnívá, že symfonii mohl Mozart komponovat pro Prahu. Premiéra se konala 19. ledna 1787 v Praze v rámci akademie, den po představení Figarovy svatby.  Mozart zřejmě zaujal jako klavírista akademii natolik, že se o symfonii v některých dobových zprávách ani nepíše a oblíbenou u veřejnosti se stala až po čase.
Někteří autoři poukazují na hudební souvislosti z symfonie s operami Figarova svatba a Don Giovanni. 
Mozart poprvé přijel do Prahy 11. ledna 1787 a zůstal až do druhého únorového týdne. Všude ho oslavovali. 19. ledna byl uspořádán koncert, na kterém byla poprvé uvedena "Pražská symfonie". Mozart také improvizoval sólově na klavír - včetně variací na populární árii „Non più andrai“ ze své Figarovy svatby. Později Mozart řekl, že „tento den považuje za jeden z nejšťastnějších ve svém životě“.  Daniel E. Freeman poukazuje na to, že úroveň chvály, kterou Mozart při této příležitosti sklidila pražská hudební veřejnost, byla bezprecedentní na to, aby jakýkoli hudebník 18. století byl uznáván současně jako skladatel i interpret.
Velký úspěch této návštěvy vyvolal zakázku od impresária Pasquale Bondiniho na další operu, která měla mít stejně jako Figarova svatba libreto velkého Mozartova spolupracovníka Lorenza da Ponteho.

## Charakter
Rovněž není jasné, proč Mozart pro symfonii nenapsal menuet, třídobou větu ve volném tempu, jak obvykle činil. Volker Scherliess v roce 2005 uvádí následující předpoklady, které však sám nepovažuje za přesvědčivé:
- Mozart se chtěl následovat italský vzor kompozice;
- Během komponování došel Mozart názoru, že menuet není pro daný styl vhodný;
- Mozart se menuetu záměrně vzdal vzhledem k plánované cestě do Anglie;
- z nedostatku času.

Muzikolog Alfred Einstein (1953)  se domnívá, že menuet chybí, proto, že „vše již bylo řečeno“ v ostatních větách. Theodor Kroyer v roce 1931  tuší citové napětí a zádumčivost v Mozartově životě. Podobně se vyjádřil i Kurt Pahlen (1978), když se ptá, zda „Mozart nechtěl tak vážné dílo přerušit lehkým tancem? "

## Obsazení
Instrumentace: 2 flétny, 2 hoboje, 2 fagoty, 2 lesní rohy D, 2 trubky D, tympány, I. housle, II. Housle, viola, violoncello, kontrabas. V současných orchestrech může být cembalo (pokud je v orchestru přítomno) také použito jako nástroj continua. 
Doba provedení je cca 30-35 minut.

### První věta: Adagio – Allegro
D dur, 4/4 takt, 302 taktů
Adagio (takty 1–36):
Přehrávání zvuku není ve vašem prohlížeči podporováno. Můžete si stáhnout zvukový soubor.
Allegro (takty 37–302):
Přehrávání zvuku není ve vašem prohlížeči podporováno. Můžete si stáhnout zvukový soubor.

### Druhá věta: Andante
G dur, 6/8 takt, 148 taktů, trubky a tympány mlčí
Přehrávání zvuku není ve vašem prohlížeči podporováno. Můžete si stáhnout zvukový soubor.

### Třetí věta: Presto
D dur, 2/4 takt, 350 taktů
Přehrávání zvuku není ve vašem prohlížeči podporováno. Můžete si stáhnout zvukový soubor.